# Alfred Sohn-Rethel

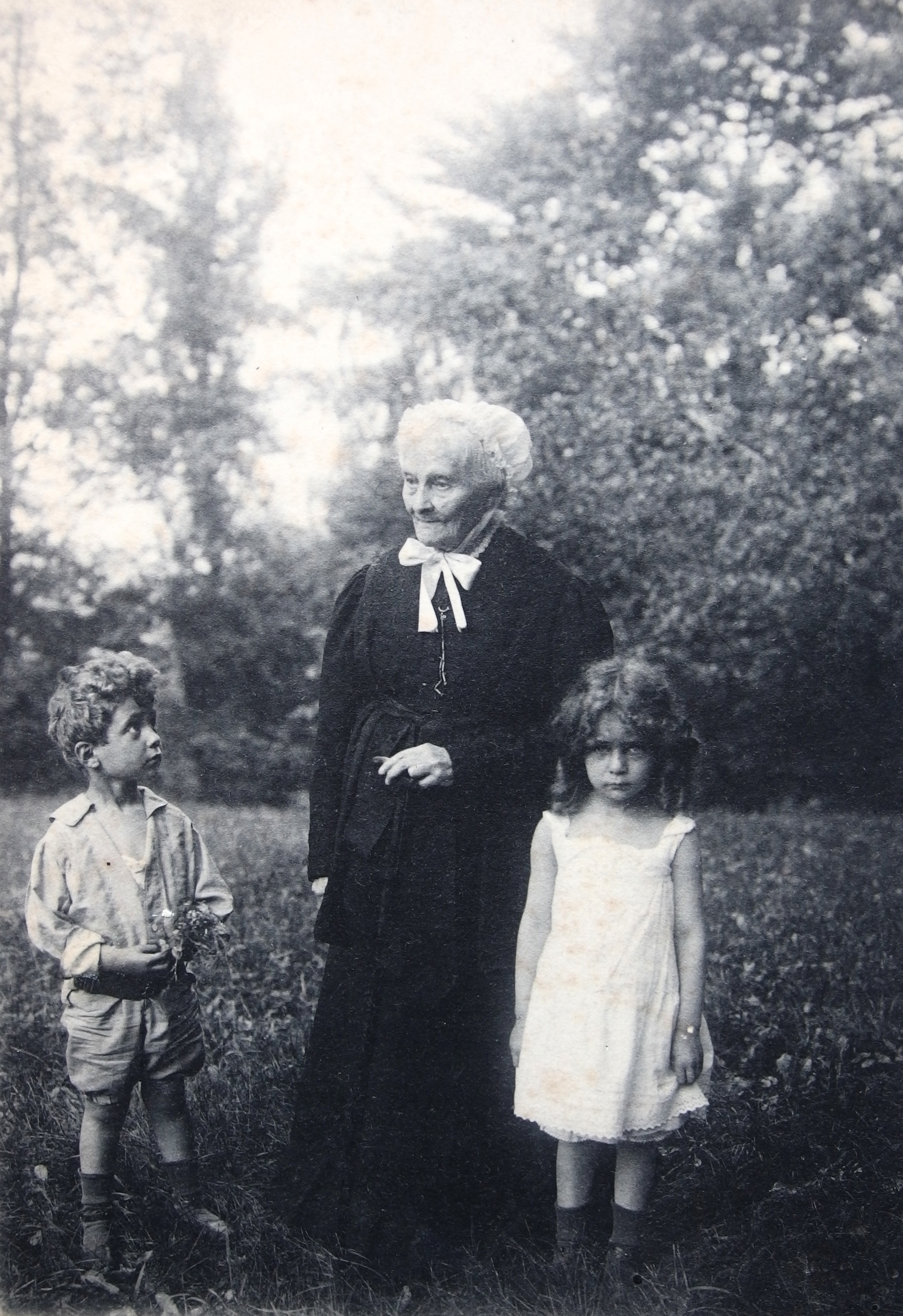
Elisabeth Oppenheim, épouse d'August Grahl avec ses arrière-arrière-petits-enfants Alfred et Lissy Sohn-Rethel, à Loschwitz vers 1902.

Alfred Sohn-Rethel (né « Alfred Karl Eduard Sohn-Rethel » le 4 janvier 1899 à Neuilly-sur-Seine et mort le 6 avril 1990 à Brême) était un philosophe allemand, spécialiste d'épistémologie et proche du marxisme critique de l'École de Francfort avec qui il a collaboré. Il a, notamment, introduit dans le débat marxiste/marxien la notion d'« abstraction réelle ».

## Pensée
Le projet de Sohn-Rethel tout au long de sa vie, a été de rapprocher l'épistémologie de Kant de la critique de l'économie politique de Marx. Quand les gens échangent des matières premières ils font abstraction des spécificités réelles de celles-ci. Seulement la valeur de ces marchandises est importante. Cette abstraction est appelée « abstraction réelle » parce qu'elle a lieu sans un effort conscient, si quelqu'un est conscient de cela ou pas est sans importance. Sohn-Rethel pense que ce type d'abstraction est la base réelle de la pensée formelle et abstraite. Toutes les catégories kantiennes comme l'espace, le temps, la qualité, la substance, l'accident, le mouvement, ainsi de suite, sont implicites à l'acte d'échange dans sa forme contemporaine. Les lecteurs de Marx ne seront pas entièrement étonnés par une telle généalogie, puisque Marx lui-même a suggéré que les idées de liberté et d'égalité, au moins comme nous les connaissons jusqu'ici, sont enracinées dans l'échange de marchandises. Le travail de Sohn-Rethel sur la nature de « l'abstraction réelle » a été prolongé et étendu par des auteurs d'Arena (une coopérative de publication australienne), en particulier sur cette idée qu'une analyse sociale et historique post-marxiste puisse être fondée sur le concept d'abstraction réelle. Le courant allemand de réinterprétation de la théorie critique de Marx appelé la « Wertkritik » (la critique de la valeur) autour des revues Krisis, Exit, et des théoriciens Robert Kurz ou Anselm Jappe, fait également référence à ce concept et à l'œuvre de Sohn-Rethel, ainsi que le philosophe français Jean-Marie Vincent, par certains aspects proche de ce dernier courant.
Le deuxième domaine où Sohn-Rethel a fait des contributions importantes, a été l'étude des politiques économiques qui ont favorisé la montée du nazisme allemand. Il a insisté sur les différences entre les factions différentes de capitalistes, les industries prospères proches de Brüning et les industries moins fructueuses proches du Front Harzburg (Hugenberg, Hitler) à savoir le charbon, la construction et l'acier — à l'exception de Krupp. L'endossement du compromis entre l'industrie et les grands agrariens à l'assemblée générale de l'IG Farben en 1932 a frayé la voie à la dictature, selon Sohn-Rethel.

## Famille
Il est issu de la famille Sohn-Rethel, une famille d'artistes allemand ; son père est le peintre Alfred Sohn-Rethel.

## Publications
- Geistige und körperliche Arbeit, Suhrkamp, Francfort, 1970.
- Warenform und Denkform, Suhrkamp, Francfort, 1971.
- Das Geld, die bare Münze des Apriori, Wagenbach, Berlin, 1976.

## Publication en français
- La pensée-marchandise, traduit de l'allemand par Gérard Briche et Luc Mercier, préface d'Anselm Jappe, Éditions du Croquant, avril 2010.
- La Monnaie. L'argent comptant de l'a priori, traduction de Françoise Willmann, Éditions la Tempête, novembre 2017, .